# P&H Mining Equipment
P&H Mining Equipment Inc. — американская компания, занимающаяся проектированием, производством и продажей (под торговой маркой «P&H») машин и оборудования для горнорудной и горношахтной промышленности: экскаваторов, буровых установок и пр. Является дочерней компанией Joy Global Inc. Штаб-квартира расположена в Милуоки, штат Висконсин.

## История

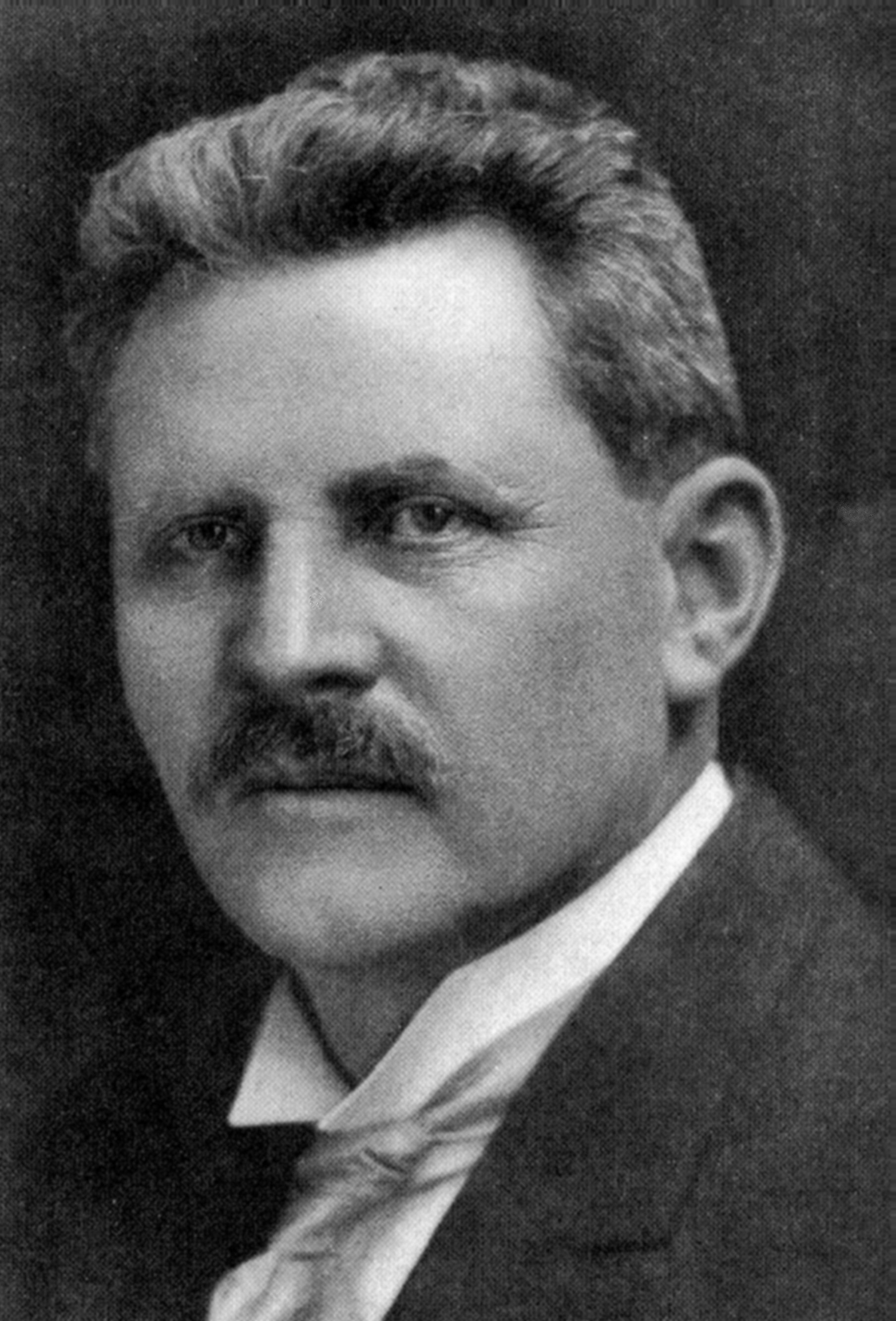
Генри Гарнишфегер

Два промышленных ремесленника, Алонсо Паулинг (англ. Alonzo Pawling) и Генри Гарнишфегер (англ. Henry Harnischfeger), создали производственный бизнес, выросший в 1884 году в компанию P&H Mining Equipment Inc, располагавшуюся в Милуоки. Паулинг делал литейные формы. Гарнишфегер работал слесарем-машинистом и имел инженерную подготовку. Оба работали на открывшуюся в 1881 году в Милуоки фабрику Уайтхилл, выпускавшую швейные машины.
Обеспокоенный тем, что дела компании Уайтхилл идут в сторону банкротства, Паулинг уходит из неё, чтобы создать небольшой цех механической обработки и литейных форм в 1883 году. Нуждаясь в капитале, а также в опыте в области механической обработки, Паулинг уговаривает Гарнишфегера присоединиться к компании в качестве равноправного партнёра. Официально «Pawling & Harnischfeger Machine» и цех литейных форм открылись 1 декабря 1884 года.
В начале своей деятельности Паулинг и Гарнишфегер поставляли крупным производствам в Милуоки узлы и агрегаты для промышленного оборудования, а также осуществляли сервисное обслуживание этого оборудования. Они обслуживали пивоваров, производителей промышленных вязальных машин, сушилок зерна и других клиентов.

### Подъёмные краны
Когда перегруженный подвесной мостовой кран рухнул при выполнении литейной операции, то из компаний-производителей тяжёлой техники поблизости находилась только «Edward P. Allis Manufacturing Company». Алонсо и Генри восстановили кран, упростив и улучшив его конструкцию. Грузоподъёмная машина, простая в обслуживании и надёжная в эксплуатации, быстро стала известной.
Вскоре производственные и складские компании стали просить партнёров изготовить для них подобные же машины, которые всё чаще стали именоваться инициалами их фамилий («P&H»). В течение долгого времени, это короткое сокращение станет прочной торговой маркой для компании, с её линейкой продуктов и услугами сервисного обслуживания. Затем «Pawling & Harnischfeger» переориентировала свой бизнес на разработку промышленных подъёмных кранов и их сервисного обслуживания.
Банковская паника 1893 года вызвала стремительное падение спроса на грузоподъёмные краны. Однако кризис заставляет P&H искать другое направление деятельности, которое помогло бы ей выжить в условиях экономического спада. Они обращают своё внимание на землеройную технику. В ту пору Америка переживала строительный бум и подобное оборудование требовалось в больших объёмах.

### Землеройные машины

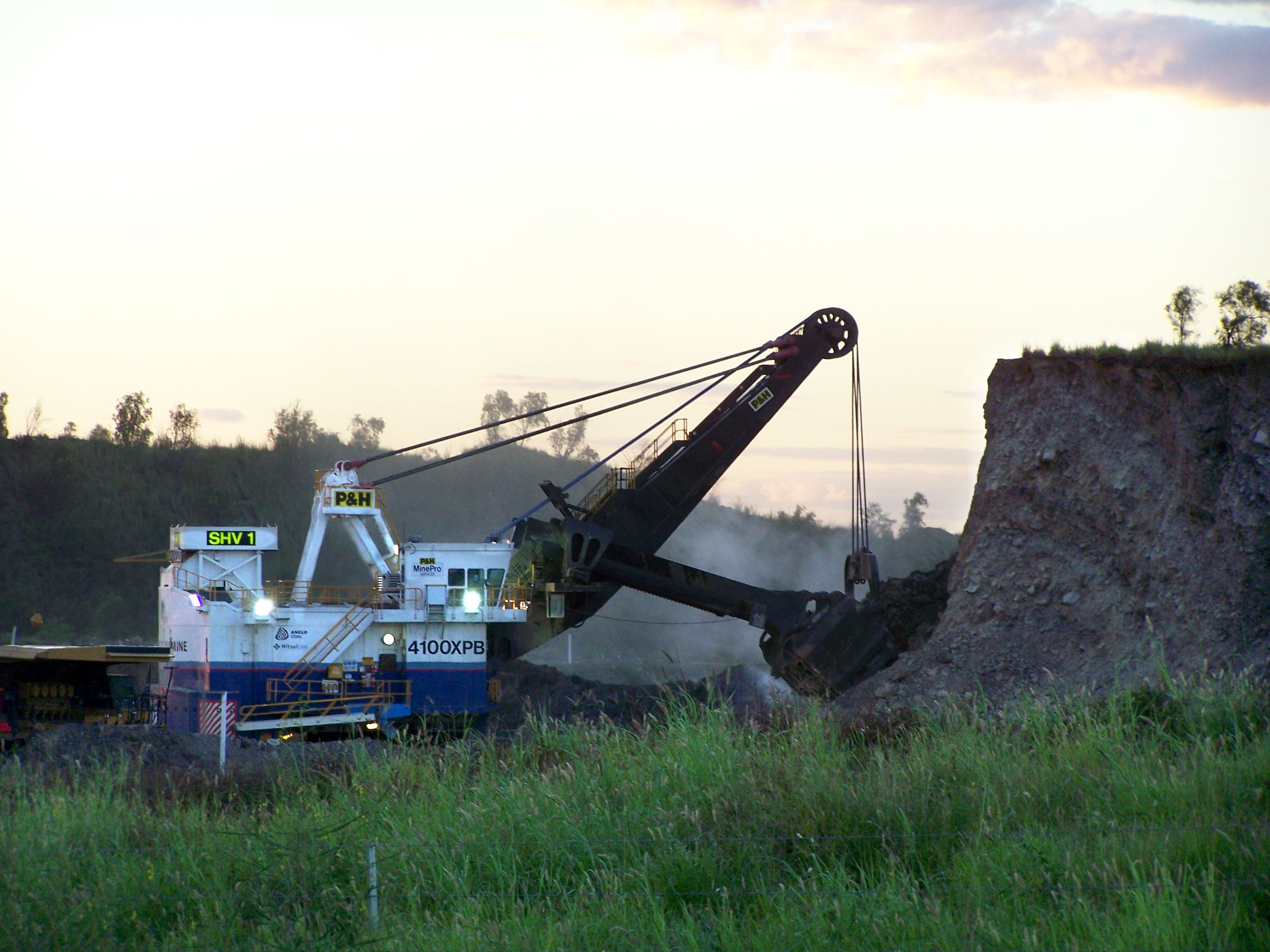
Экскаватор P&H 4100XPB в Австралии.

Паулинг и Гарнишфегер поняли, что их способности добиться успеха в производстве и технической поддержке землеройной техники потребовали бы от партнёров обеспечить компании исключительное качество и ценность обслуживания заказчиков в строительной и горнодобывающей отраслях. В ту пору уже существовало много известных и уважаемых поставщиков такого оборудования. Партнёры приняли решение продолжать свою стратегию, которая поможет им не только найти, но и сохранить потребителей оборудования.
Они сосредоточились на проектировании и выпуске машин, по принципу «лучшие в своём классе и использующие наилучшие имеющиеся материалы и методы изготовления». Стратегия даже предполагала, что это приведёт к тому, что цены на их оборудование превысят цены на аналогичные машины от конкурентов. Несмотря на более высокую стоимость, машины показывали последовательно более низкие эксплуатационные расходы.
Как и в своё время с растущим спросом на мостовые краны, фирма вскоре стала испытывать сильный спрос на землеройной машины: траншеекопатели, драглайны и одноковшовые экскаваторы. А тем временем молва распространила по всей строительной и горнодобывающей промышленности, что «экскаваторы P&H прочны, надёжны, производительны и просты в обслуживании».
К 1920 году модельный ряд землеройной техники P&H состоял из экскаваторов моделей 206 и 300. Эти машины производились партиями от пяти единиц и более. К 1926 году, машины P&H продавались по всему миру, включая Индию. Везде, где имелось большое число выпущенных компанией машин, фирма инвестировала средства в близлежащую инфраструктуру по обеспечению региональных услуг и запчастей. Всё это делалось для того, чтобы сделать для клиента технику как можно доступнее и оптимизировать производительность труда.

## Деятельность

### О Joy Global
Joy Global Inc. (JGI) — американская компания, осуществляющая разработку машин и оборудования для горнорудной промышленности и их сервисную поддержку. Расположена в Милуоки, штат Висконсин.
Компания включает два действующих подразделения: P&H Mining Equipment и Joy Mining Machinery. Первое сосредоточено на разработке, выпуске и дальнейшем обслуживании машин и оборудования, предназначенных для работы на поверхности шахт. Второе подразделение, Joy Mining Machinery, сосредоточено на оборудовании и машинах для подземных работ.